# Station Holmwood
Holmwood is een spoorwegstation van National Rail in Beare Green, Mole Valley in Engeland. Het station is eigendom van Network Rail en wordt beheerd door Southern. Het station is geopend in 1867.